# Ингольдинген
Ингольдинген (нем. Ingoldingen) — община в Германии, в земле Баден-Вюртемберг.
Подчиняется административному округу Тюбинген. Входит в состав района Биберах. Население составляет 2630 человек (на 31 декабря 2010 года). Занимает площадь 44,24 км².